# La Roche-Jaudy
La Roche-Jaudy [la ʁɔʃ ʒodi] est une commune nouvelle située dans le département des Côtes-d'Armor, en région Bretagne, créée le 1er janvier 2019. Elle résulte de la fusion des communes d'Hengoat, Pommerit-Jaudy, Pouldouran et La Roche-Derrien.

## Géographie

### Communes limitrophes
| Minihy-Tréguier | Troguéry, Trédarzec | Pleumeur-Gautier, Pleudaniel |
| Langoat         | La Roche-Jaudy      | Ploëzal                      |
| Mantallot, Prat |                     | Runan                        |

### Hydrographie
Pour un article plus général, voir Réseau hydrographique des Côtes-d'Armor.
La commune est située dans le bassin Loire-Bretagne. Elle est drainée par le Jaudy et le Moulin de Bizien,.
Le Jaudy, d'une longueur de 48 km, prend sa source dans la commune de Tréglamus et se jette  dans la Manche en limite de Plouguiel et de Kerbors, après avoir traversé 13 communes.  Les caractéristiques hydrologiques du Jaudy sont données par la station hydrologique située sur la commune de Mantallot. Le débit moyen mensuel est de 1,8 m3/s. Le débit moyen journalier maximum est de 48,1 m3/s, atteint lors de la crue du 26 janvier 1995. Le débit instantané maximal est quant à lui de 73,2 m3/s, atteint le 28 décembre 1999.

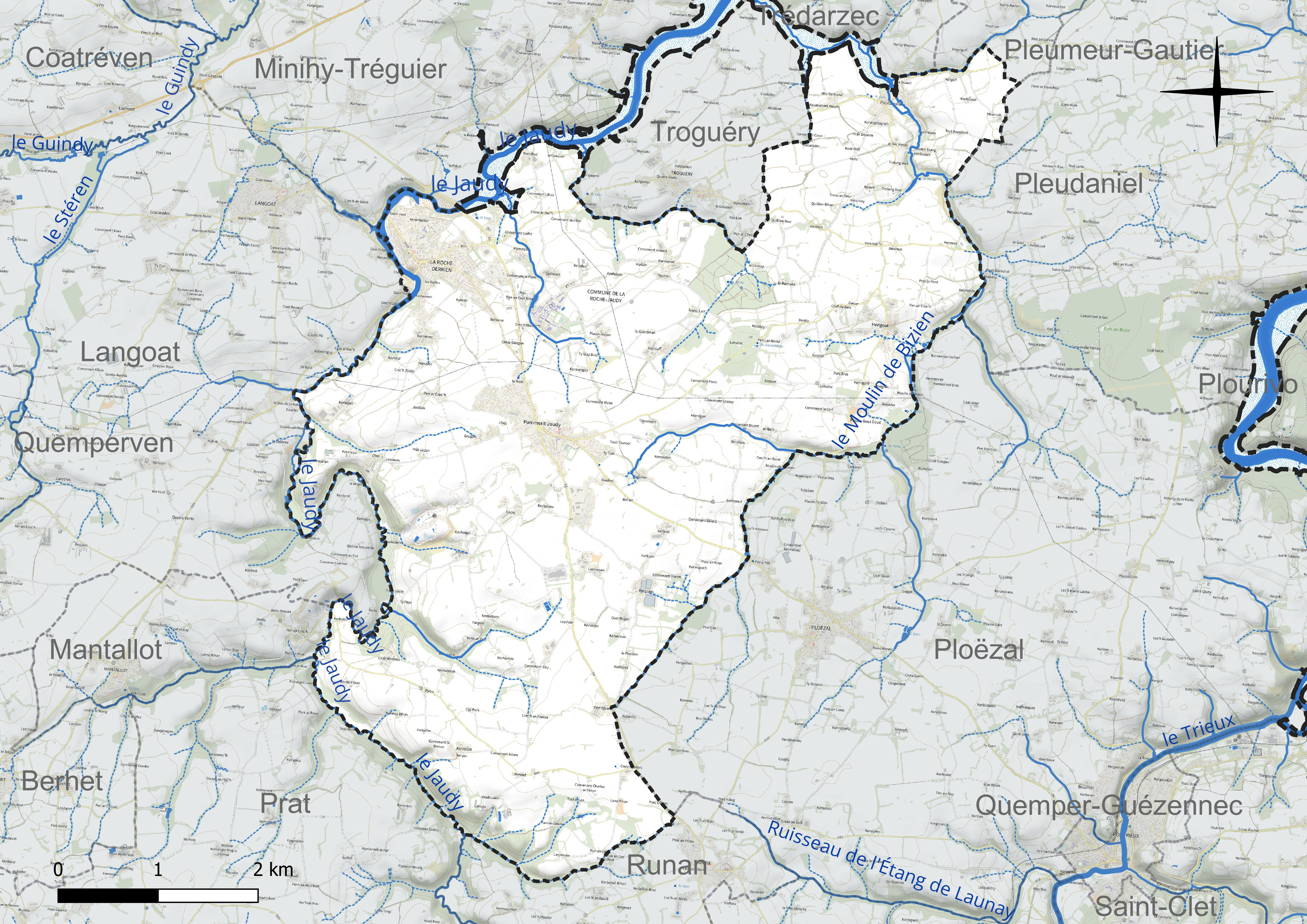
Réseau hydrographique de la Roche-Jaudy.

Le Moulin de Bizien, d'une longueur de 11 km, prend sa source dans la commune de Ploëzal et se jette  dans le Jaudy en limite de Trédarzec et de Troguéry. 

### Climat
Le climat qui caractérise la commune est qualifié, en 2010, de « climat océanique franc », selon la typologie des climats de la France qui compte alors huit grands types de climats en France métropolitaine. En 2020, la commune ressort du type « climat océanique » dans la classification établie par Météo-France, qui ne compte désormais, en première approche, que cinq grands types de climats en métropole. Ce type de climat se traduit par des températures douces et une pluviométrie relativement abondante (en liaison avec les perturbations venant de l'Atlantique), répartie tout au long de l'année avec un léger maximum d'octobre à février.
Les paramètres climatiques qui ont permis d’établir la typologie de 2010 comportent six variables pour les températures et huit pour les précipitations, dont les valeurs correspondent à la normale 1971-2000. Les sept principales variables caractérisant la commune sont présentées dans l'encadré ci-après.
| Paramètres climatiques communaux sur la période 1971-2000 - Moyenne annuelle de température : 11,4 °C - Nombre de jours avec une température inférieure à −5 °C : 0,6 j - Nombre de jours avec une température supérieure à 30 °C : 0,2 j - Amplitude thermique annuelle : 9,9 °C - Cumuls annuels de précipitation : 798 mm - Nombre de jours de précipitation en janvier : 14,2 j - Nombre de jours de précipitation en juillet : 6,9 j |

Avec le changement climatique, ces variables ont évolué. Une étude réalisée en 2014 par la direction générale de l'Énergie et du Climat complétée par des études régionales prévoit en effet que la  température moyenne devrait croître et la pluviométrie moyenne baisser, avec toutefois de fortes variations régionales. La station météorologique de Météo-France installée sur la commune et mise en service en 1987 permet de connaître l'évolution des indicateurs météorologiques. Le tableau détaillé pour la période 1981-2010 est présenté ci-après.
| Mois                                  | jan.            | fév.          | mars          | avril         | mai           | juin           | jui.          | août           | sep.          | oct.            | nov.          | déc.            | année     |
| ------------------------------------- | --------------- | ------------- | ------------- | ------------- | ------------- | -------------- | ------------- | -------------- | ------------- | --------------- | ------------- | --------------- | --------- |
| Température minimale moyenne (°C)     | 4,2             | 4,2           | 5,1           | 5,9           | 8,8           | 11,1           | 12,9          | 13             | 11,3          | 9,3             | 6,4           | 4,5             | 8,1       |
| Température moyenne (°C)              | 6,8             | 7,2           | 8,5           | 9,7           | 12,8          | 15,3           | 17,3          | 17,6           | 15,6          | 12,8            | 9,3           | 7,1             | 11,7      |
| Température maximale moyenne (°C)     | 9,4             | 10,1          | 12            | 13,6          | 16,8          | 19,5           | 21,6          | 22,3           | 20            | 16,3            | 12,3          | 9,7             | 15,3      |
| Record de froid (°C) date du record   | −8,5 12.01.1987 | −6,5 11.02.12 | −3,2 01.03.05 | −2,8 11.04.03 | −0,6 13.05.10 | 3,2 09.06.1989 | 6 31.07.15    | 5,2 29.08.1993 | 2,2 25.09.03  | −3,1 30.10.1997 | −5,3 29.11.10 | −6,7 11.12.1991 | −8,5 1987 |
| Record de chaleur (°C) date du record | 16,2 24.01.16   | 22,3 27.02.19 | 24,3 30.03.21 | 28 21.04.18   | 29,7 16.05.02 | 33,5 30.06.15  | 36,8 19.07.16 | 37,2 09.08.03  | 31,5 20.09.03 | 30,6 01.10.11   | 21,6 01.11.15 | 17,4 19.12.15   | 37,2 2003 |
| Précipitations (mm)                   | 91,3            | 86,4          | 64            | 73,1          | 59,7          | 54             | 51,7          | 45,1           | 57,1          | 96,1            | 101,9         | 110,6           | 891       |

## Urbanisme

### Typologie
Au 1er janvier 2024, La Roche-Jaudy est catégorisée commune rurale à habitat dispersé, selon la nouvelle grille communale de densité à 7 niveaux définie par l'Insee en 2022.
Elle appartient à l'unité urbaine de La Roche-Jaudy, une agglomération intra-départementale dont elle est ville-centre,. La commune est en outre hors attraction des villes,.
La commune, bordée par l'estuaire du Jaudy, est également une commune littorale au sens de la loi du 3 janvier 1986, dite loi littoral. Des dispositions spécifiques d’urbanisme s’y appliquent dès lors afin de préserver les espaces naturels, les sites, les paysages et l’équilibre écologique du littoral, tel le principe d'inconstructibilité, en dehors des espaces urbanisés, sur la bande littorale des 100 mètres, ou plus si le plan local d’urbanisme le prévoit.

## Histoire
Le 1er janvier 2019, la commune est créée par un arrêté préfectoral du 29 octobre 2018 qui résulte de la fusion de Hengoat, Pommerit-Jaudy, Pouldouran et La Roche-Derrien.

## Politique et administration

### Administration municipale
| Nom                      | Code Insee | Intercommunalité             | Superficie (km2) | Population (dernière pop. légale) | Densité (hab./km2) |
| ------------------------ | ---------- | ---------------------------- | ---------------- | --------------------------------- | ------------------ |
| La Roche-Derrien (siège) | 22264      | Lannion-Trégor Communauté    | 1,84             | 1 032 (2014)                      | 561                |
| Hengoat                  | 22078      | Lannion-Trégor Communauté    | 6,19             | 218 (2014)                        | 35                 |
| Pommerit-Jaudy           | 22247      | CA Lannion-Trégor Communauté | 20,37            | 1 248 (2014)                      | 61                 |
| Pouldouran               | 22253      | CA Lannion-Trégor Communauté | 1,02             | 163 (2014)                        | 160                |

### Liste des maires
| Période        | Période  | Identité        | Étiquette | Qualité                                                   |
| -------------- | -------- | --------------- | --------- | --------------------------------------------------------- |
| 7 janvier 2019 | En cours | Jean-Louis Even | PS        | Adjoint technique Maire de La Roche-Derrien (2008 → 2018) |

## Population et société

### Démographie
L'évolution du nombre d'habitants est connue à travers les recensements de la population effectués dans la commune depuis sa création.

En 2022, la commune comptait 2 643 habitants, en évolution de −2,87 % par rapport à 2016 (France hors Mayotte : +2,11 %).
| 2015  | 2020  | 2022  |
| ----- | ----- | ----- |
| 2 687 | 2 671 | 2 643 |

## Culture locale et patrimoine

### Lieux et monuments
- Église Sainte-Catherine
- Chapelle Notre-Dame de Pitié
- Chapelle Saint-Jean
- Maisons à colombage de La Roche-Derrien
- Chapelle Notre-Dame du Calvaire
- Route gallo-romaine de Guingamp à La Roche-Derrien, avec embranchement vers le gué de Pont-Rod
- Manoir de Kersaliou
- Manoir de Coat-Nevenez : sa construction remonte au XVIIe siècle[22], monument historique, site d'un maquis lors de la guerre 1939-1945, attaqué et anéanti par les Allemands le 19 juillet 1944.
- Manoir de Kermezen, propriété de la Famille de Kermel depuis 1624
- Manoir du Cosquer (XVIIIè)
- Manoir du Chef du Bois, en breton Penn ar C'hoad, a été reconstruit en 1867. C'est aujourd’hui le lycée agricole de Pommerit-Jaudy.
- Église Saint-Pierre-ès-Liens. Base de la tour de 1742, le reste datant de 1842-1849
- Chapelle Notre-Dame du Folgoat / chapel Itron Varia ar Folgoad
- Chapelle Saint Dogmel / chapel Sant-Tomel (XVIe - XVIIe)
- Chapelle Saint-Antoine / chapel Sant-Anton
- Chapelle Sainte-Anne, de Kermezen
- Église Saint-Maudez d'Hengoat

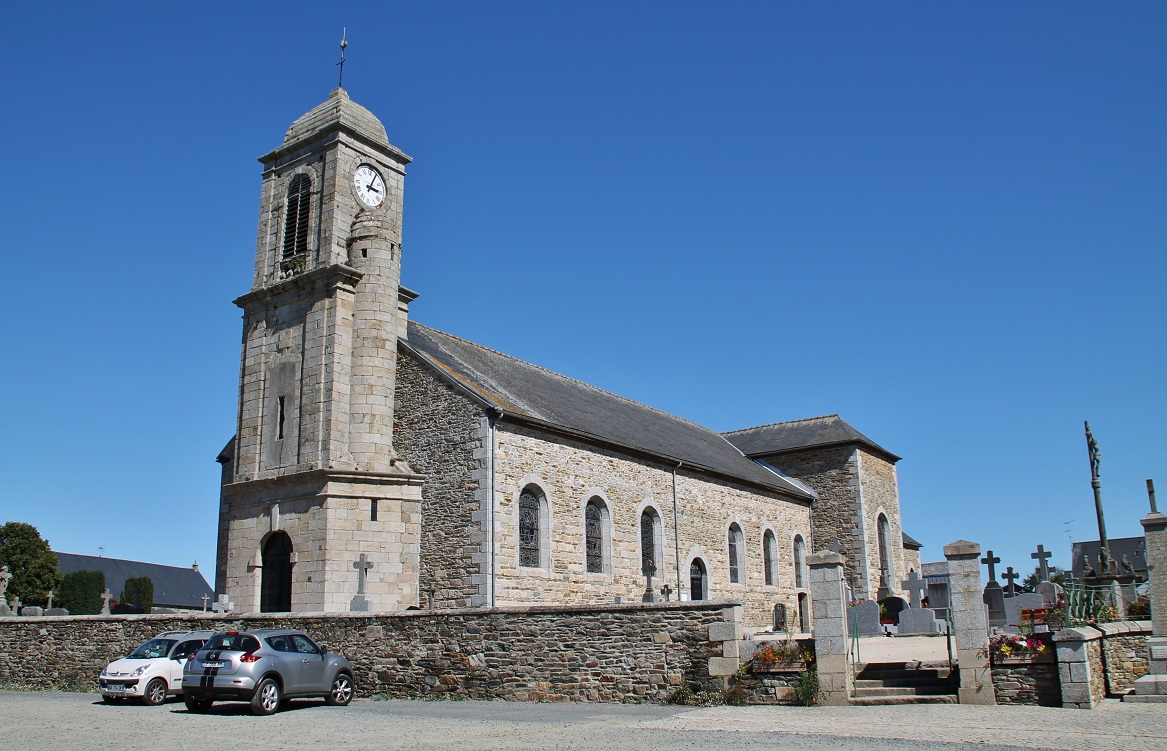
Eglise St Pierre, Pommerit-Jaudy.
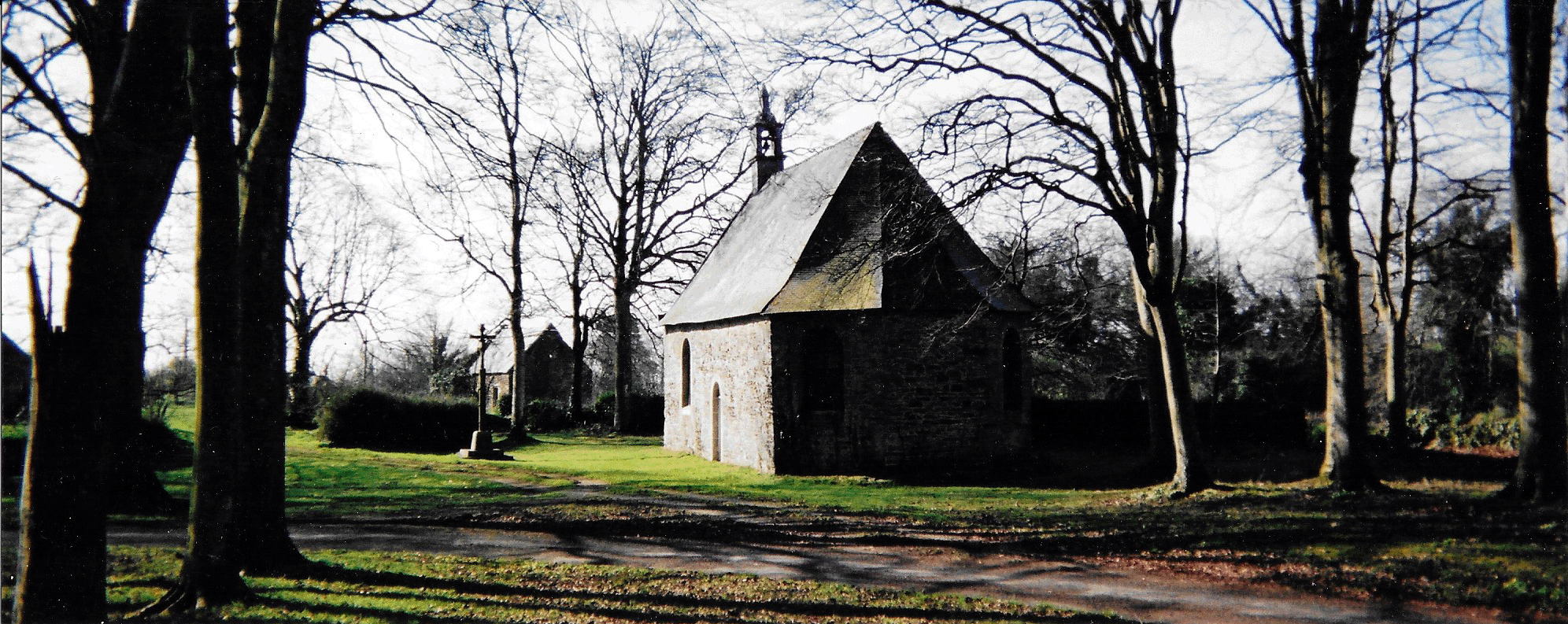
Chapelle Ste Anne de Kermezen.
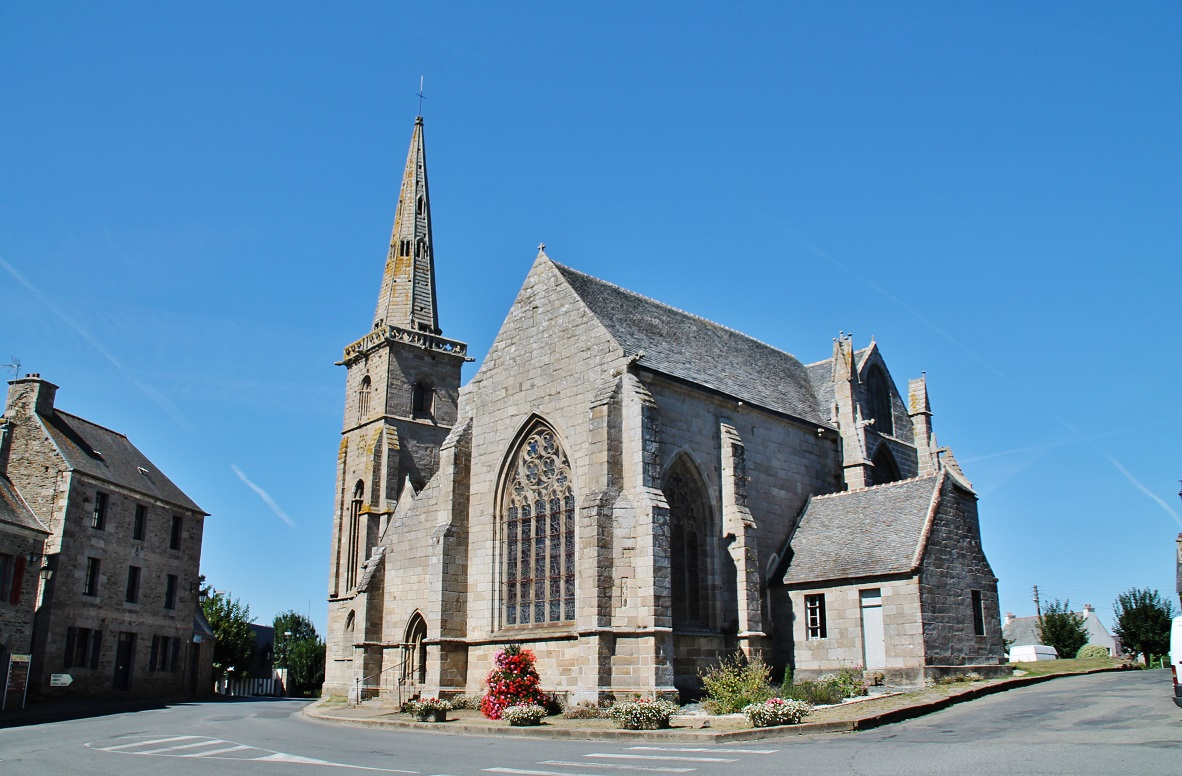
Eglise Ste Catherine, La Roche-Derrien
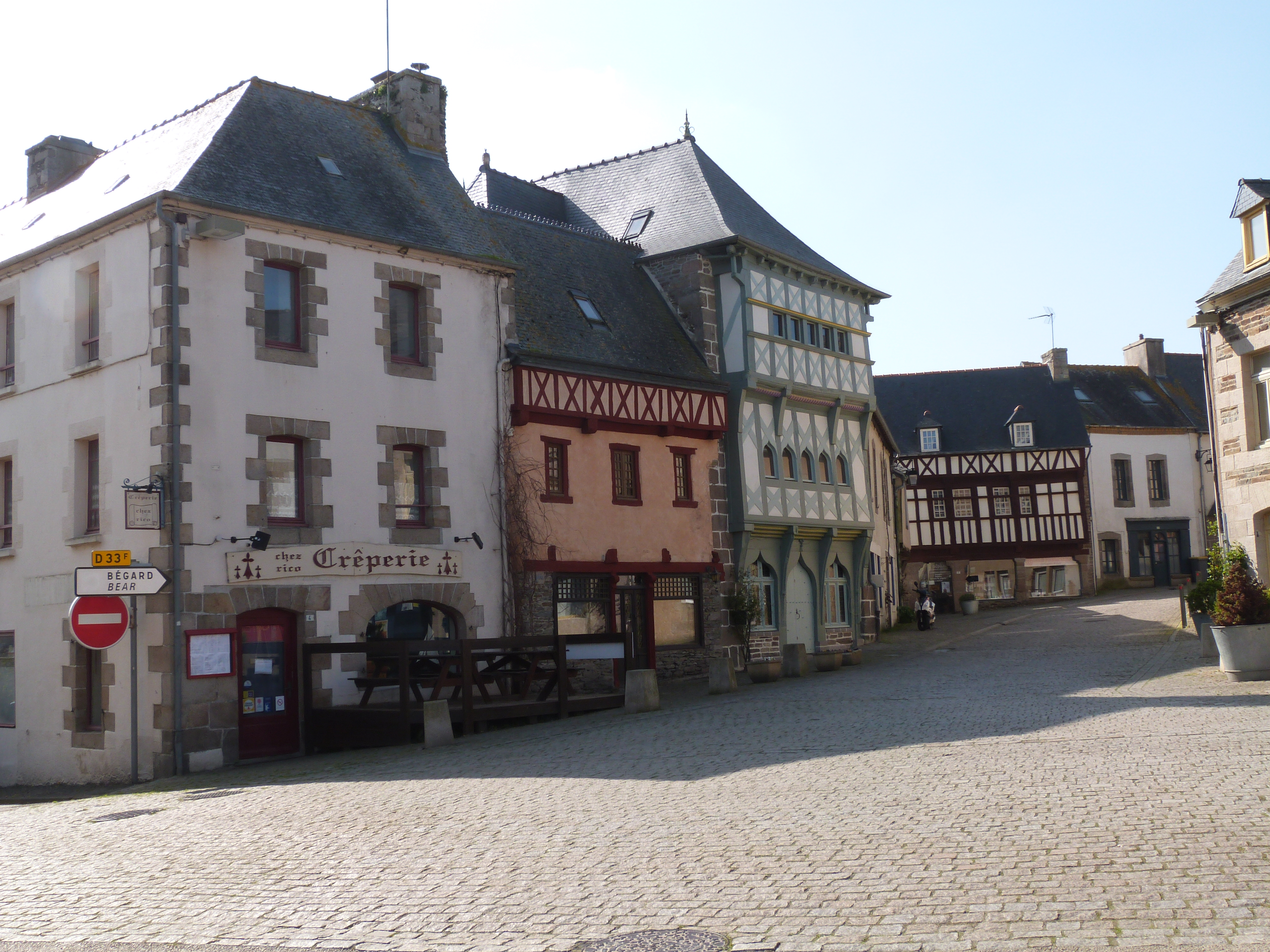
Maisons à colombage, La Roche-Derrien.
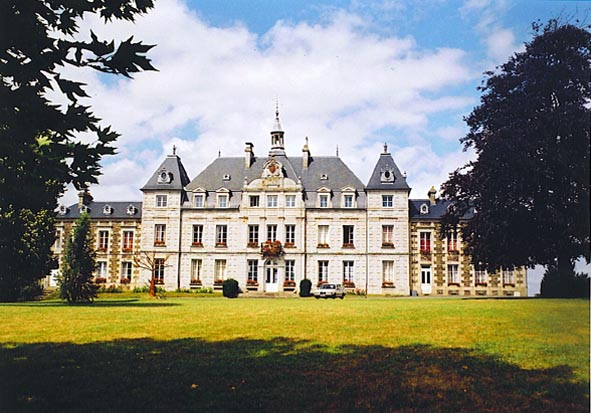
Château Chef du bois, Pommerit-Jaudy.

### Héraldique
| Blason de La Roche-Jaudy | Blason  | D'argent au lion contourné de gueules.           |
| Blason de La Roche-Jaudy | Détails | Le statut officiel du blason reste à déterminer. |